# Prekomorska proširenja SAD-a
Sjedinjene Američke Države danas imaju šesnaest prekomorskih posjeda, od kojih je pet naseljeno. Naseljeni posjedi su Portoriko (od 1898.), Guam (od 1898.), Sjevernomarijanski otoci (od 1975.), Američki Djevičanski otoci (od 1916.) i Američka Samoa (od 1899.). Nenaseljeni su atol Palmyra, otok Baker, otok Howland, otok Jarvis, atol Johnston, greben Kingman, otok Wake, atol Midway i otok Navassa. Nakon privremenog priključenja SAD-u, greben Serranilla i Bajo Nuevo su odbačeni i trenutačno upravno pripadaju Kolumbiji.

## Bivši posjedi
Afrika
- Liberija

Liberija nikada nije službeno kolonizirana ili proglašena od strane SAD-a. Državu je osnovala civilna organizacija koja se bavila pitanjem zbrinjavanja bivših crnih robova (American Colonization Society).
Azija
- Filipini (1898. – 1946.)
- Nanpō otoci (1945. – 1968.), Minami-Tori-shima (Marcus Island, 1945. – 1968.),  Okinawa (1950. – 1972.), Amami otoci (1950. – 1953.)

Sjeverna Amerika
- Kuba (1899. – 1902.)
- Swan otoci (1863. – 1972.)
- Panama (1989. – 1990.)
  -  Zona Panamskog kanala (1903. – 1979.)
- Río Rico, Tamaulipas (1906. – 1977.), Veracruz (1914. – 1914.)
- Kukuruzno otočje (1914. – 1971.)
- Dominikanska Republika (1916. – 1924., 1965. – 1966.)
- Haiti (1915. – 1934.)

Južna Amerika
- greben Quita Sueño (1869. – 1981.), greben Roncador (1856. – 1981.), greben Serrana (?-1981.)
- Îles du Connétable U Francuskoj Gvajani (1856.-?)
- Falklandski otoci (1831. – 1832.)

Oceanija
- Nuku Hiva (1813. – 1832.)

Mornarica je proglasila otok Nuku Hiva posjedom SAD-a, ali tu odluku kongres nikada nije ratificirao.
- atoli Canton i Enderbury (1938. – 1979.), Linijski otoci (?-1979.), Nikumaroro (1856. – 1979.), otočje Phoenix (?-1979.)

- Starateljsko područje Pacifičkih Otoka (1947. – 1994.)
  -  Maršalovi Otoci (1944. – 1986., od 1986. nadalje pridružena država)
  -  Palau (1947. – 1994., od 1994. nadalje pridružena država)
  -  Mikronezija (1944. – 1986., od 1986. nadalje pridružena država)

- Pukapuka (1942. – 1980.), Rakahanga (?-1980.)